# Карл фон Фрайберг
Карл фон Фрайберг (на немски: Karl/Carl von Freyberg; † 1613) е фрайхер от стария швабски род Фрайберг в Баден-Вюртемберг, господар на Айзенберг-Раунау-Хюрбел-Халденванг в Бавария.
Той е син на фрайхер Еберхард фон Фрайберг-Айзенберг-Раунау-Хюрбел-Халденванг († 1564) и съпругата му Анна фон Шайн. Сестра му Вероника фон Фрайберг († 1582) е омъжена на 22 октомври 1543 г. в Халденванг за Ханс Кристоф I Фьолин фон Фрикенхаузен († 1576). Сестра му Сабина фон Фрайберг (* пр. 1540) е омъжена за фрайхер Ханс Георг фо Фрайберг-Ахщетен (1540 – 1568).
Замъкът Фрайберг е унищожен през 1520 г. Като младеж Карл фон Фрайберг е в двора на херцог Албрехт V Баварски (1528 – 1579) в Мюнхен.

## Фамилия
Карл фон Фрайберг се жени за Кресценция фон Лаубенберг. Те имат син:
- Маркс Зитих фон Фрейберг (1590 – 1623), фрайхер на Фрайберг-Айзенберг-Раунау-Хюрбел-Халденванг, женен 1603 г. в Раунау за Мария фон Шайн; имат син

Карл фон Фрайберг се жени втори път за Елизабет фон Лаубенберг. Те имат дъщеря:
- Мария Магдалена фон Фрайберг (* пр. 1570), омъжена I. за Йоахим фон Папенхайм († 9 януари 1600), II. за Георг Зигмунд Льош фон Хилгартсхаузен († 19 април 1615), III. на 19 април 1615 г. за граф Вилхелм Фугер фон Кирхберг-Вайсенхорн (* 16 януари 1585; † 6 април 1659 в Залцбург)